# Вереничка журка
Вереничка журка је забава која се одржава да прослави недавну веридбу пара и да помогне будућим сватовима да се упознају. Традиционално, младини родитељи организују веридбу, али многи модерни парови сами организују прославу.

## Историја
Првобитно су веридбе имале изглед уобичајених догађаја на којима је отац будуће невесте својим гостима изненађујуће најављивао веридбу, која је, по хришћанским обичајима, била црквено обележена обредом веридбе у цркви. Веридба је имала за циљ да подели вест о веридби са члановима породице и пријатељима. Дакле, то није била традиционална прилика даривања, јер нико од гостију није требало да буде свестан веридби до њиховог доласка.
У старој Грчкој веридба је била комерцијална трансакција. Био је то усмени уговор, између мушкарца који је дао жену за брак, углавном оца и младожења. Млада није била присутна.

### Модерна времена
У модерним временима, вереничка журка може славити раније објављене веридбе. То је забава као и свака друга, само што се обично држе здравице или говори којима се најављује предстојеће венчање. Иако варира, вереничка журка се одржава на почетку процеса планирања венчања. Често се баца у кућу пара или у кућу блиског пријатеља или рођака пара, или у црквену салу пара. Поклони никада нису обавезни, а ако се донесу, требало би да буду мали и јефтинији од типичног свадбеног поклона. 
Церемонија хришћанске веридбе је нормативна у одређеним деловима света, као код хришћана Индије и Пакистана.  
У Сједињеним Државама, вереничке журке су тренутно чешћа пракса на североистоку.  У већини других делова земље релативно мали број парова их има. За разлику од објављивања забране брака, вереничка журка никада није била потребна.
У Африци, оно што је сада познато као веридба може у ствари бити последњи остатак саме традиционалне, предколонијалне церемоније брака. Такав је случај са народом Јоруба и њиховим обредима стицања невесте и Нгуни народом и њиховим лоболо праксама.